# Telekamery 2015
Telekamery 2015 – nominacje i laureaci osiemnastego plebiscytu Telekamery Tele Tygodnia za rok 2014 dla postaci i wydarzeń telewizyjnych. Nominacje ogłoszono 10 listopada 2014. Nagrody zostały przyznane w 11 kategoriach podczas gali zorganizowanej 9 lutego 2015 w hotelu DoubleTree by Hilton w Warszawie, transmitowanej na kanale TVP2.

## Kategorie

### Prezenter informacji
- Miejsce 1: Jarosław Kuźniar – TVN24 (44% głosów)
- Miejsce 2: Beata Tadla – TVP1 (19% głosów)
- Miejsce 3: Maciej Orłoś – TVP1 (15% głosów)
- Piotr Kraśko – TVP1
- Jarosław Gugała – Polsat

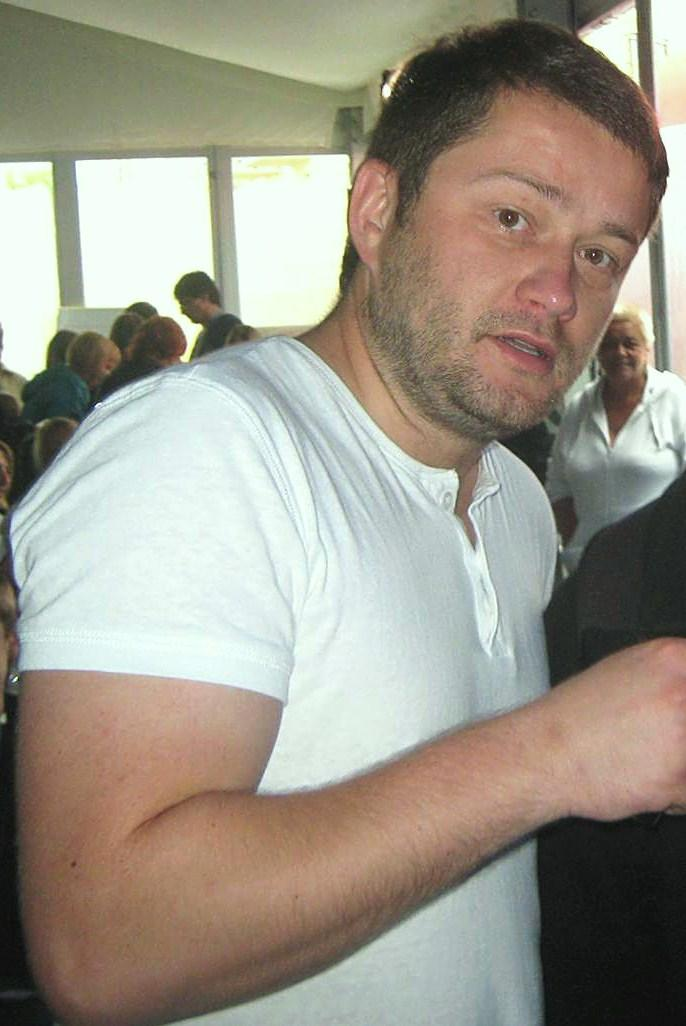
Jarosław Kuźniar
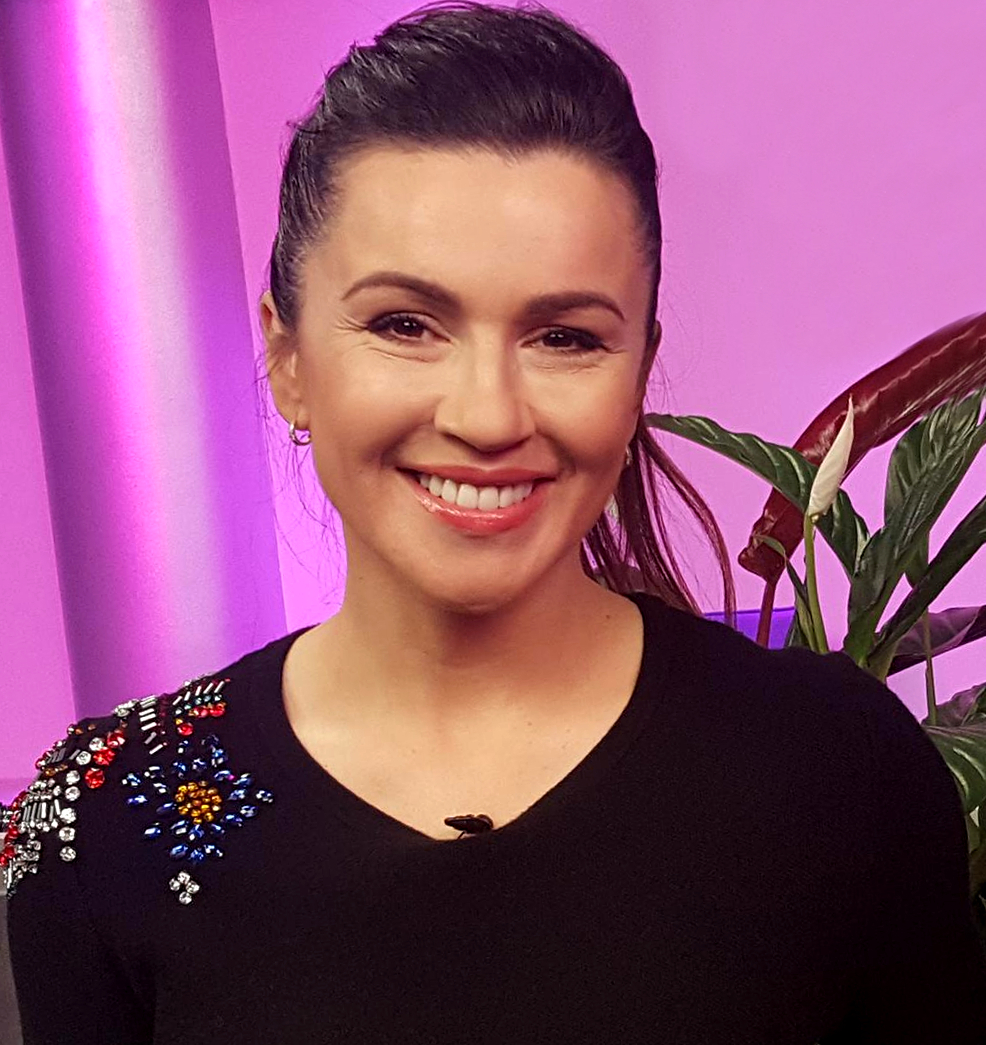
Beata Tadla
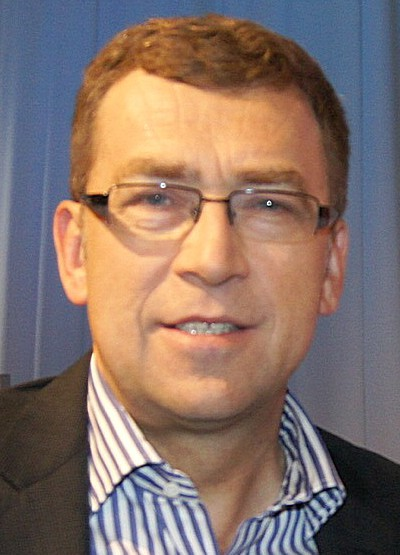
Maciej Orłoś
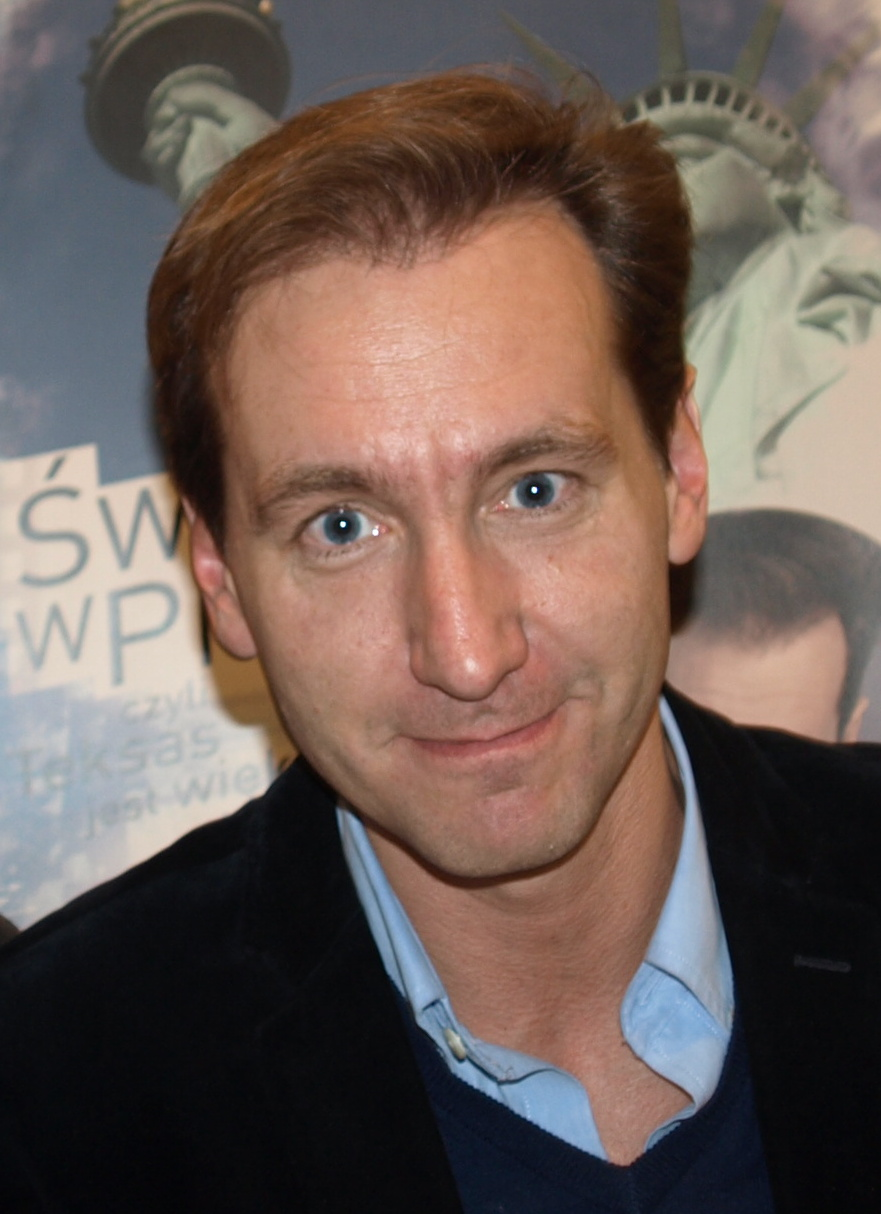
Piotr Kraśko
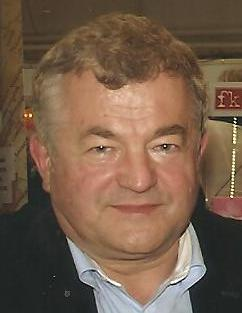
Jarosław Gugała

### Prezenter pogody
- Miejsce 1: Agnieszka Cegielska – TVN/TVN24/TVN Meteo (37% głosów)
- Miejsce 2: Jarosław Kret – TVP1/TVP Info (22% głosów)
- Miejsce 3: Paulina Sykut-Jeżyna – Polsat/Polsat News (19% głosów)
- Bartłomiej Jędrzejak – TVN
- Marzena Sienkiewicz – TVP2

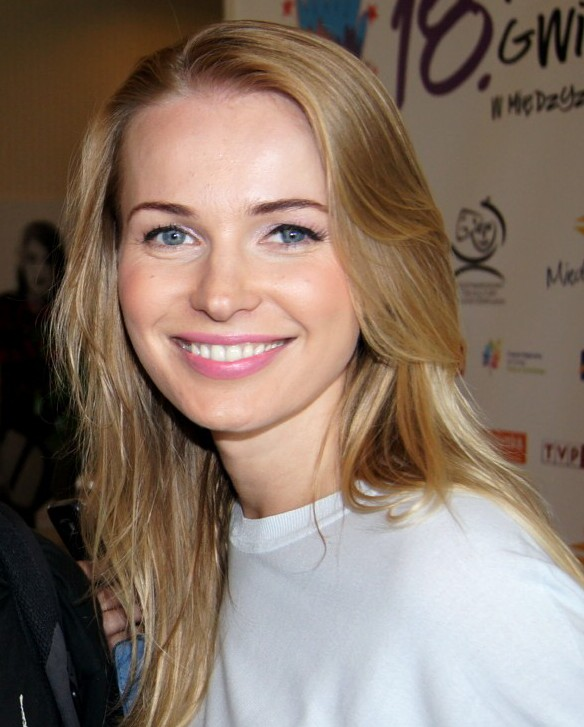
Agnieszka Cegielska
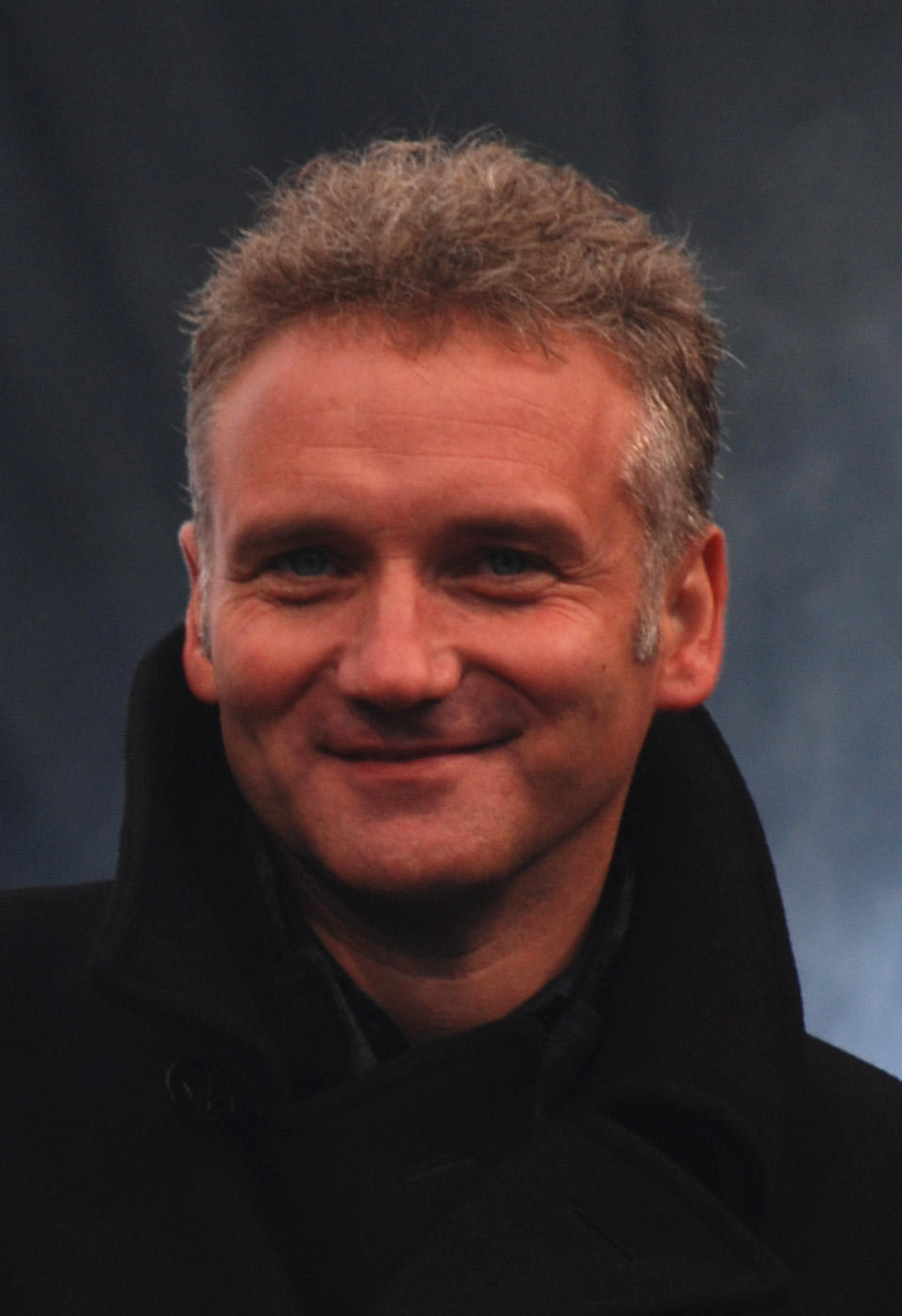
Jarosław Kret
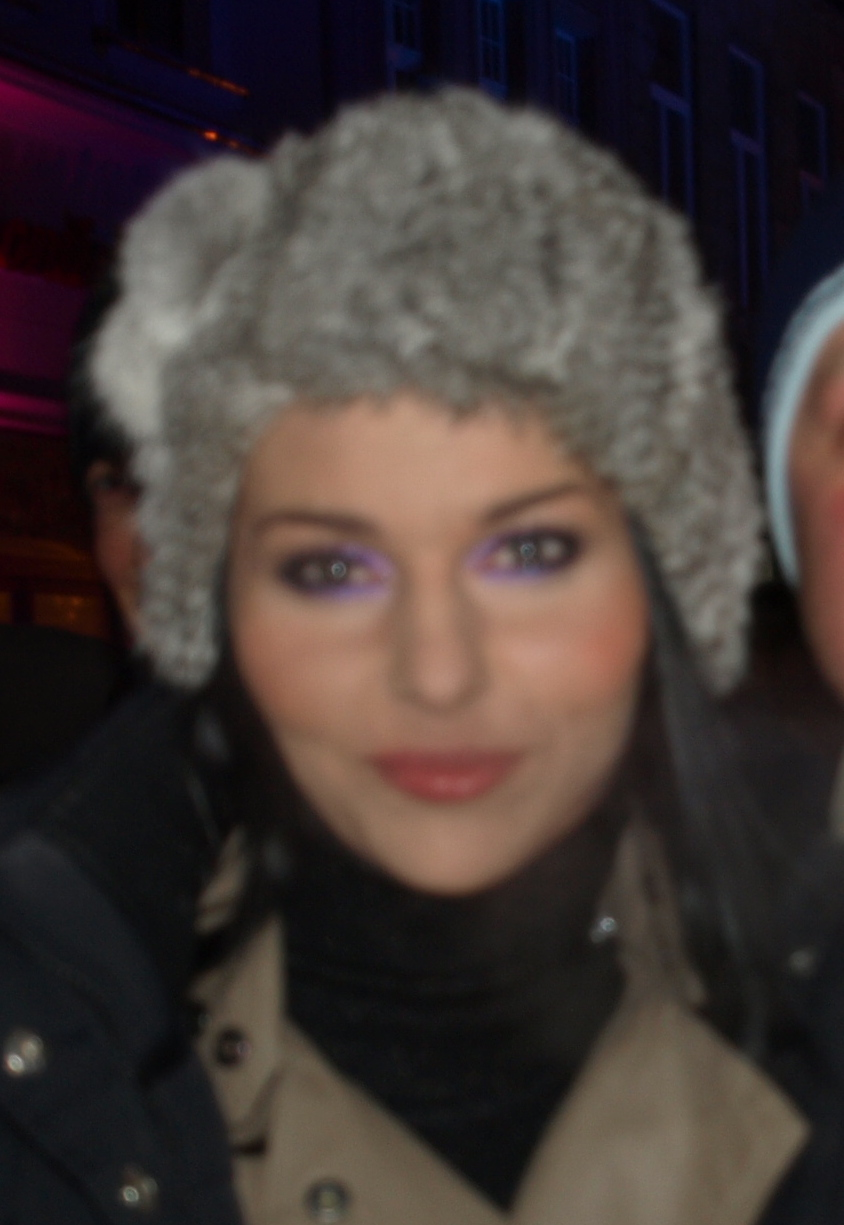
Paulina Sykut-Jeżyna
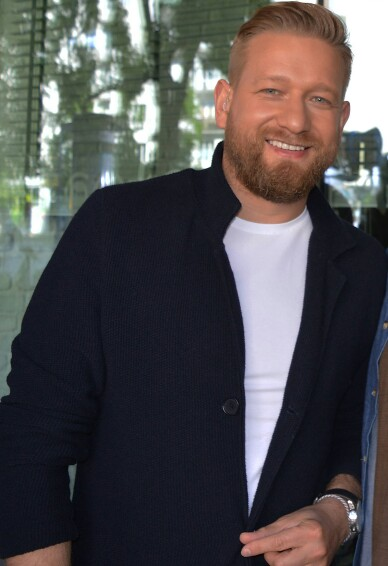
Bartłomiej Jędrzejak
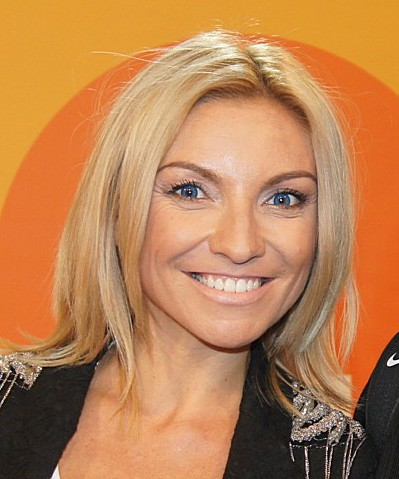
Marzena Sienkiewicz

### Komentator sportowy
- Miejsce 1: Przemysław Babiarz – TVP1/TVP2/TVP Sport (61% głosów)
- Miejsce 2: Mateusz Borek – Polsat/Polsat Sport (29% głosów)
- Miejsce 3: Jacek Laskowski (6% głosów)
- Miejsce 4: Wojciech Zawioła (4% głosów)

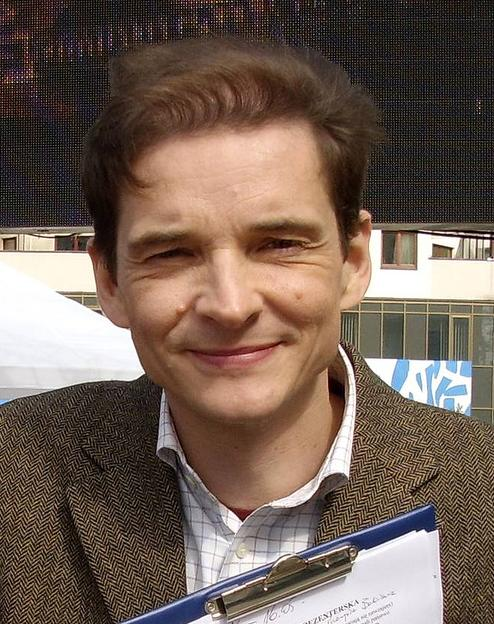
Przemysław Babiarz
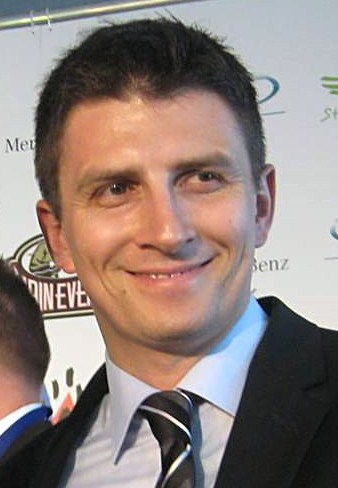
Mateusz Borek
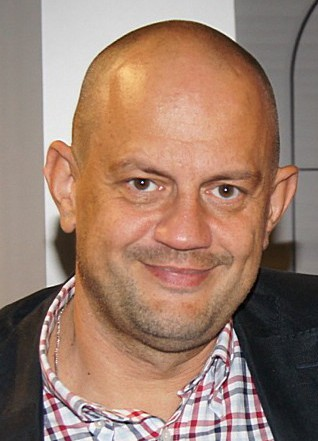
Jacek Laskowski
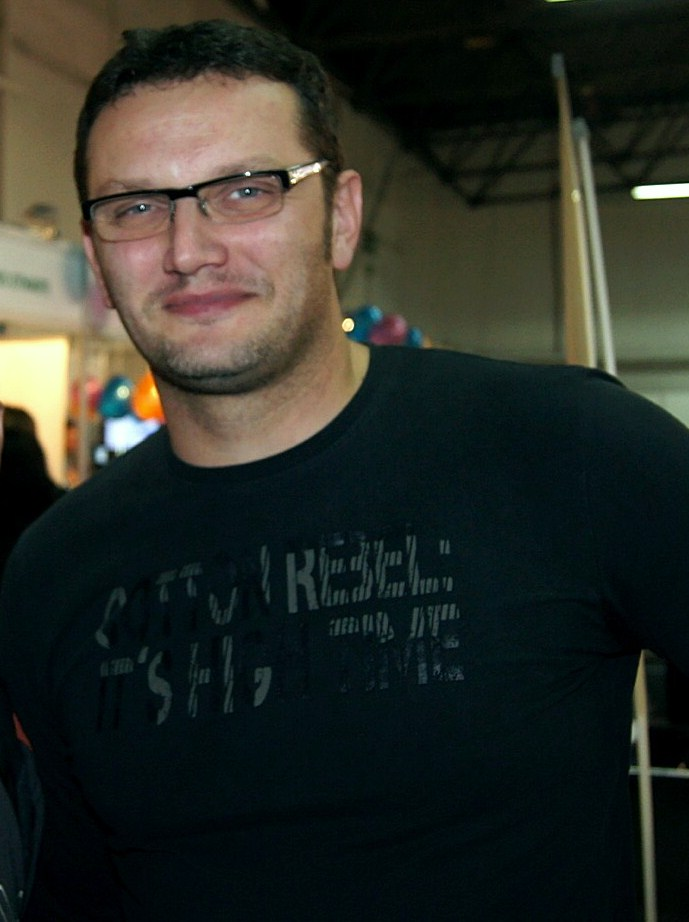
Wojciech Zawioła

### Juror
- Miejsce 1: Agnieszka Chylińska – Mam talent! – TVN (45% głosów)
- Miejsce 2: Tomasz „Tomson” Lach i Aleksander Milwiw-Baron – The Voice of Poland – TVP2 (21% głosów)
- Miejsce 3: Kora – Must Be the Music. Tylko muzyka – Polsat (13% głosów)
- Edyta Górniak – The Voice of Poland – TVP2
- Joanna Krupa – Top Model – TVN

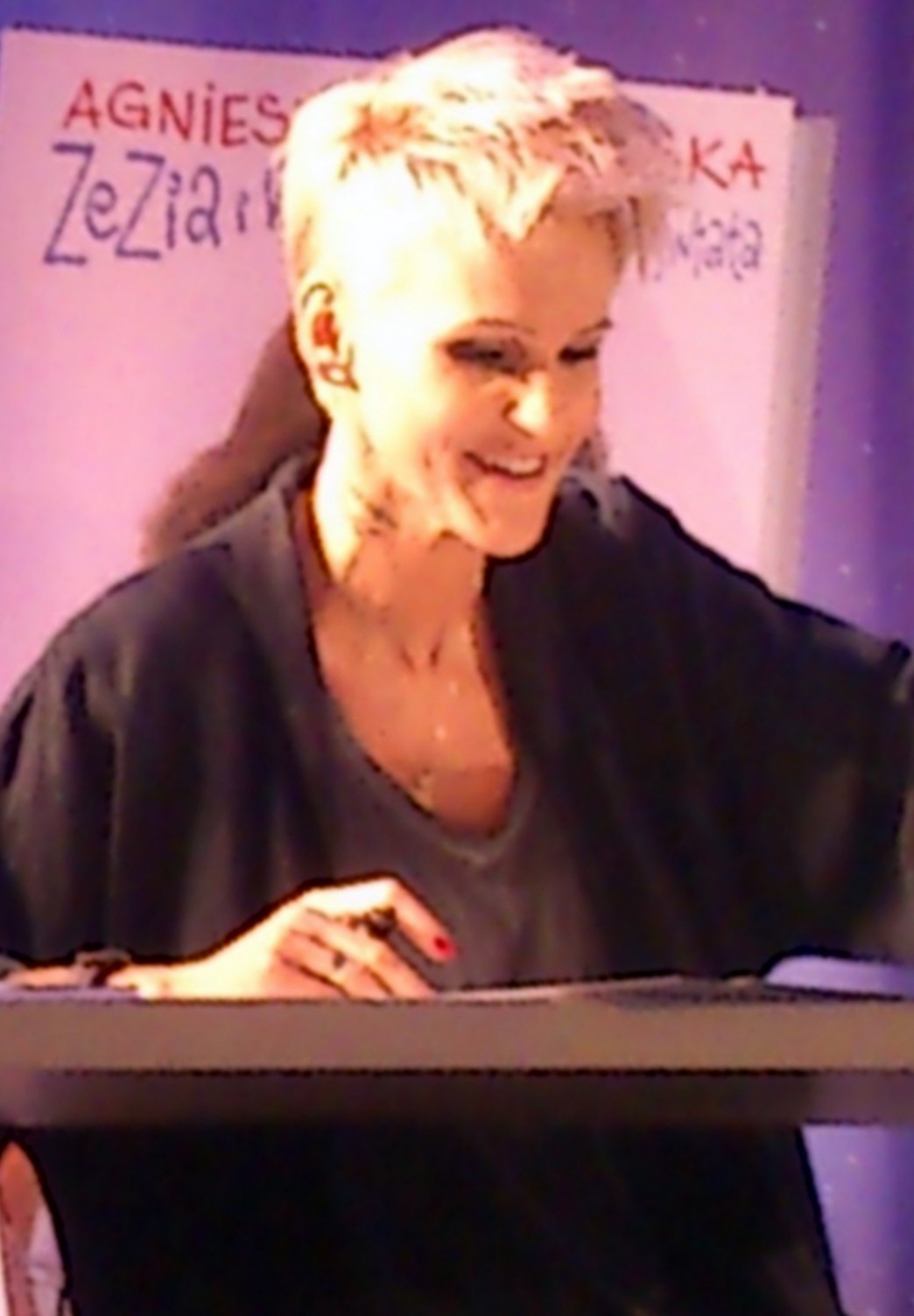
Agnieszka Chylińska
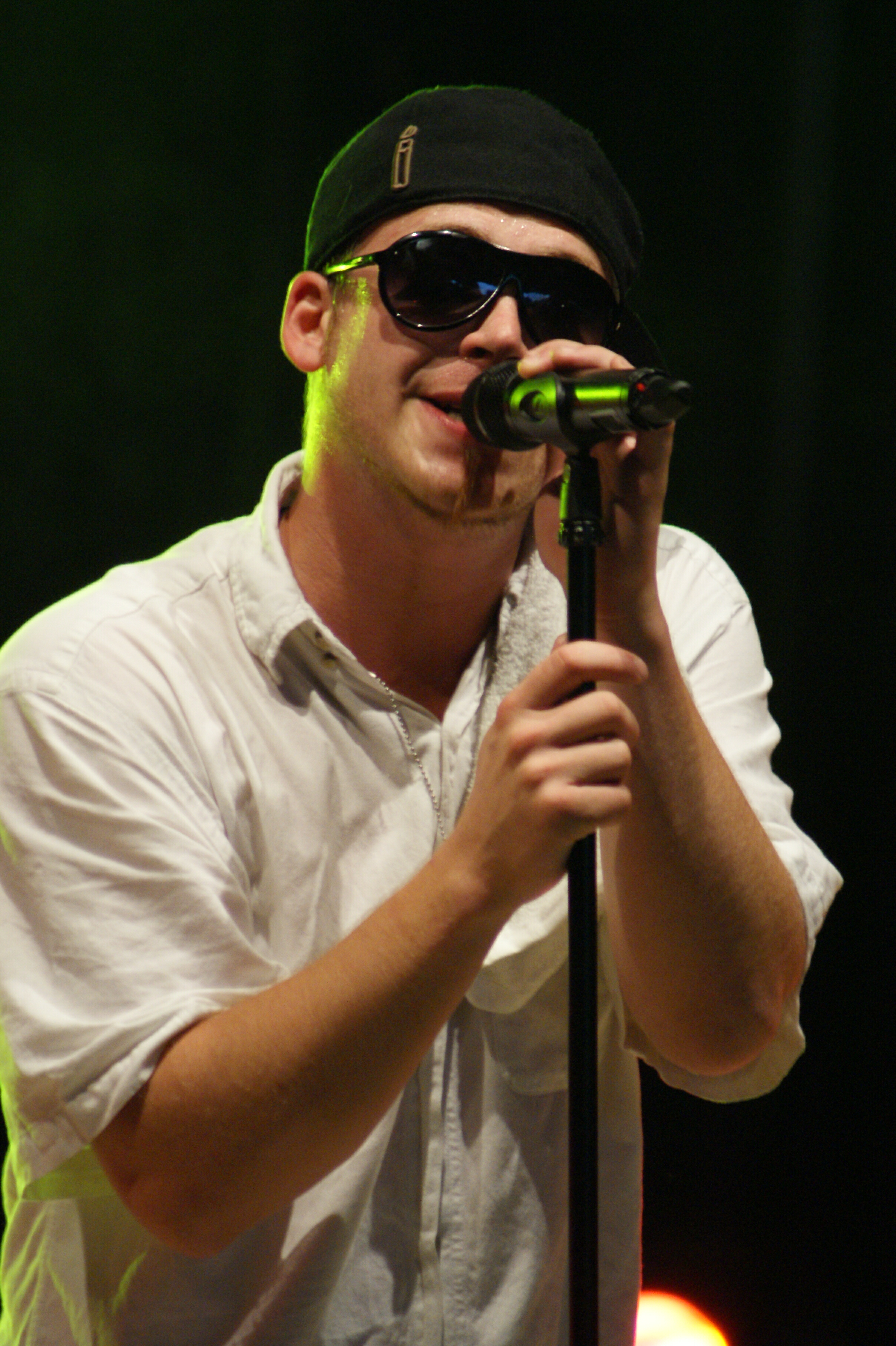
Tomasz „Tomson” Lach
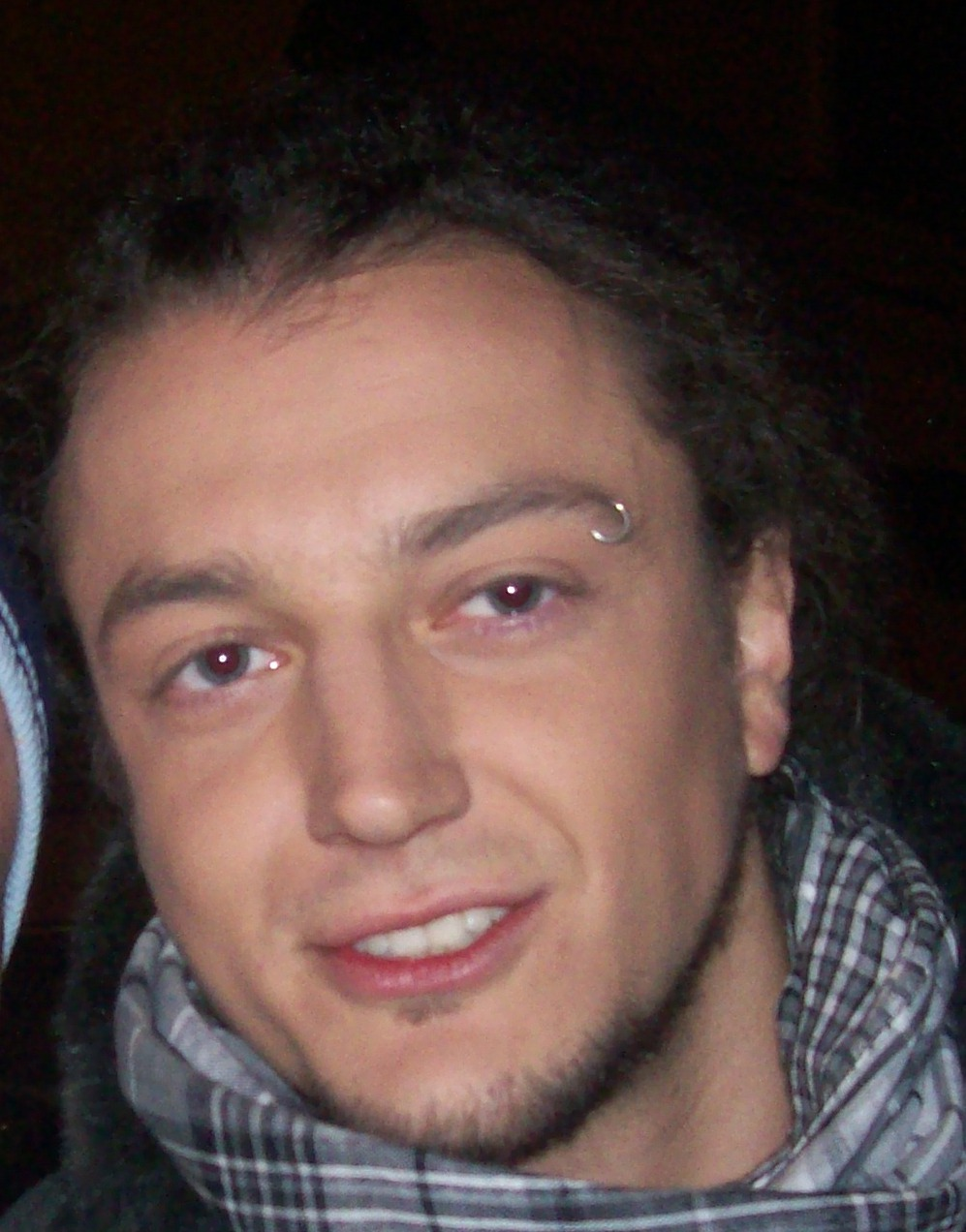
Aleksander Milwiw-Baron
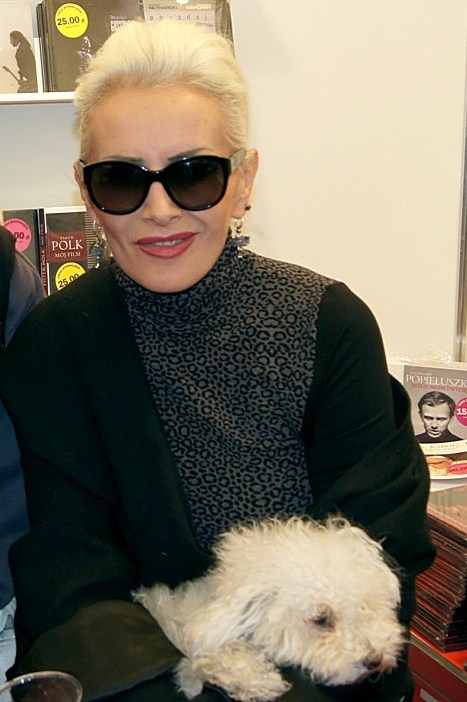
Kora
Edyta Górniak
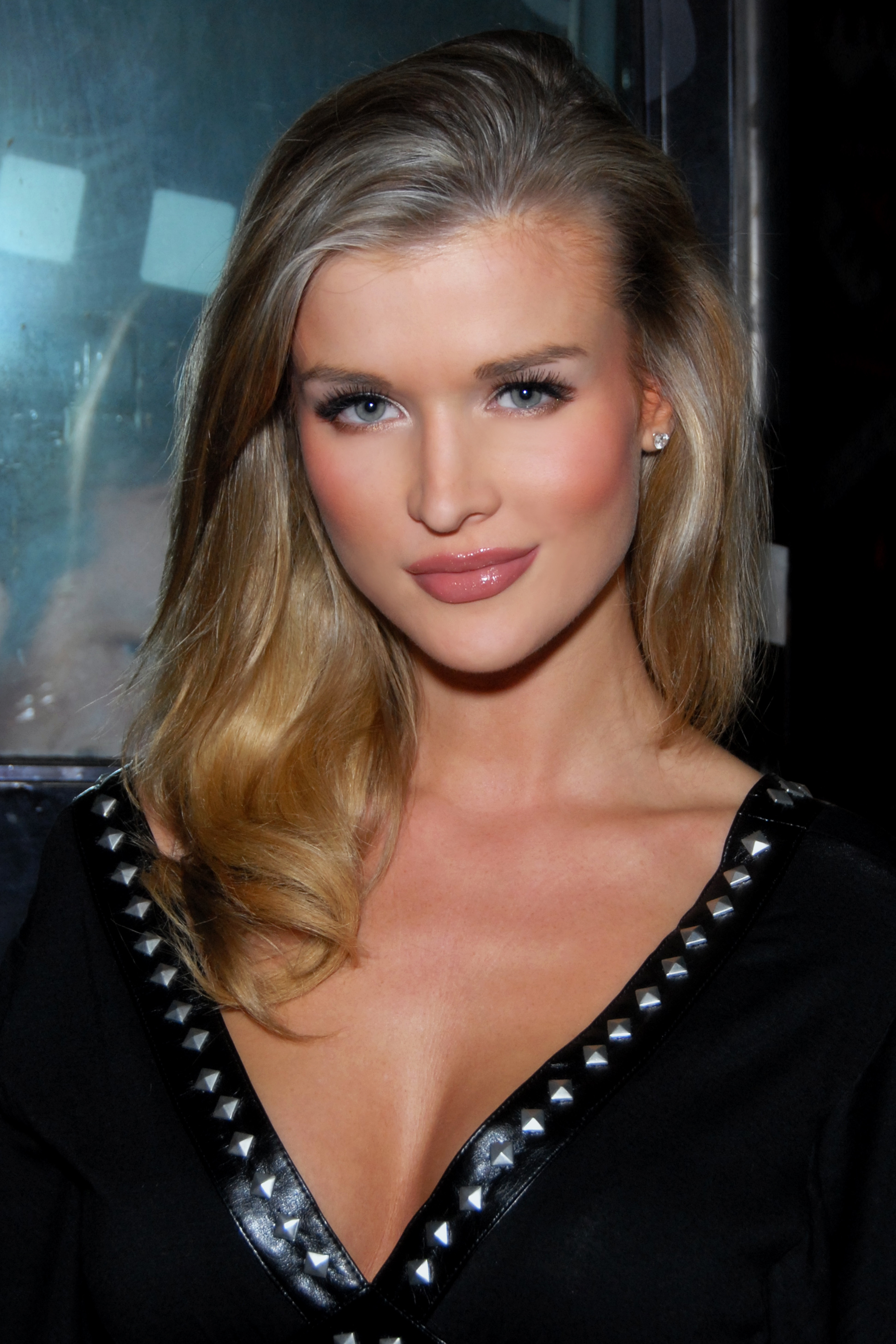
Joanna Krupa

### Osobowość telewizyjna
- Miejsce 1: Tadeusz Sznuk – Jeden z dziesięciu – TVP2 (40% głosów)
- Miejsce 2: Michał Olszański – Pytanie na śniadanie/Magazyn Ekspresu Reporterów – TVP2 (23% głosów)
- Miejsce 3: Szymon Hołownia i Marcin Prokop – Mam talent! – TVN (17% głosów)
- Karol Strasburger – Familiada – TVP2
- Ewa Wachowicz – Ewa gotuje/Top Chef – Polsat

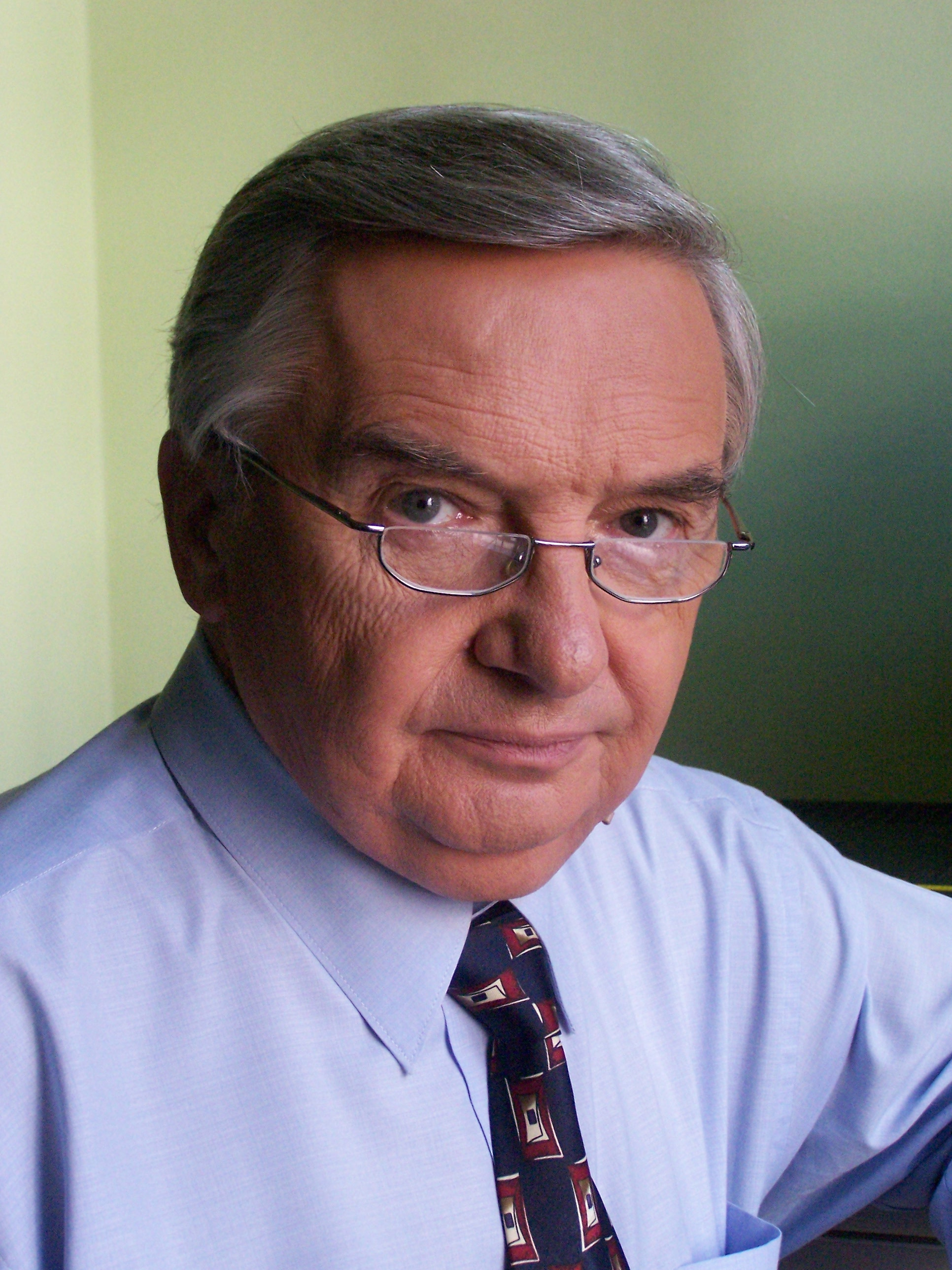
Tadeusz Sznuk
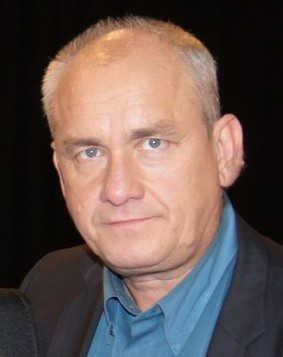
Michał Olszański
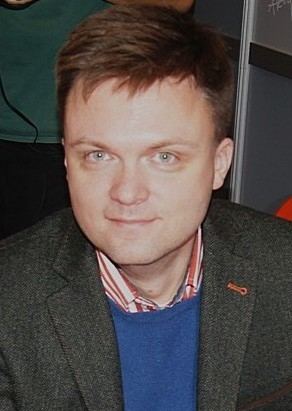
Szymon Hołownia
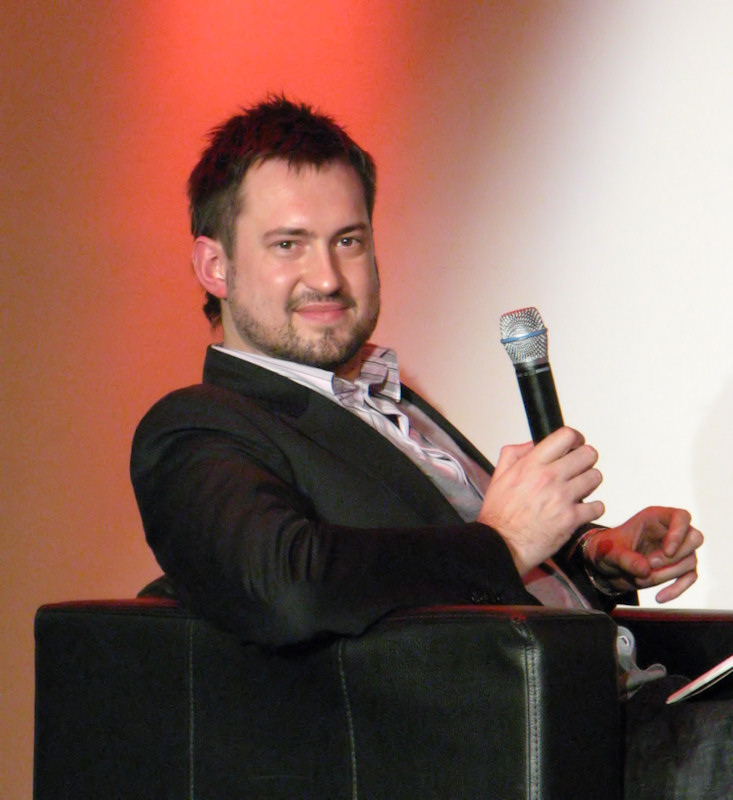
Marcin Prokop
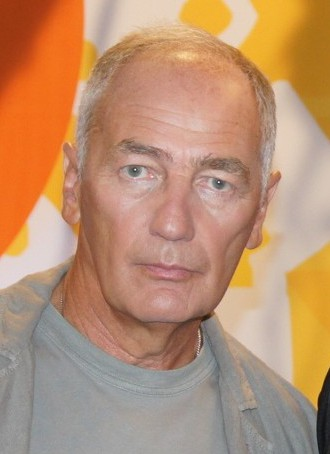
Karol Strasburger
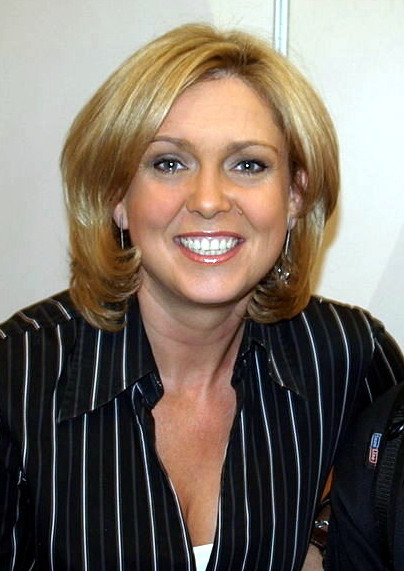
Ewa Wachowicz

### Program rozrywkowy
- Miejsce 1: Rolnik szuka żony – TVP1 (40% głosów)
- Miejsce 2: The Voice of Poland – TVP2 (28% głosów)
- Miejsce 3: Dancing with the Stars. Taniec z gwiazdami – Polsat (20% głosów)
- Miejsce 4: MasterChef – TVN (12% głosów)

### Serial
- Miejsce 1: Ranczo – TVP1 (33% głosów)
- Miejsce 2: O mnie się nie martw – TVP2 (25% głosów)
- Miejsce 3: Prawo Agaty – TVN (22% głosów)
- Świat według Kiepskich – Polsat
- Przyjaciółki – Polsat

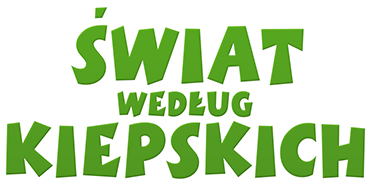
Świat według Kiepskich

### Serial paradokumentalny
- Miejsce 1: Na sygnale – TVP2 (45% głosów)
- Miejsce 2: Malanowski i Partnerzy – Polsat (26% głosów)
- Miejsce 3: Szpital – TVN (21% głosów)
- Miejsce 4: Dlaczego ja? – Polsat (8% głosów)

### Aktor
- Miejsce 1: Michał Żebrowski – Na dobre i na złe – TVP2 (33% głosów)
- Miejsce 2: Piotr Polk – Lekarze/Ojciec Mateusz – TVN/TVP1 (25% głosów)
- Miejsce 3: Antoni Pawlicki – Czas honoru/Komisarz Alex – TVP2/TVP1 (20% głosów)
- Leszek Lichota – Prawo Agaty/Wataha – TVN/HBO
- Przemysław Sadowski – Na krawędzi – Polsat

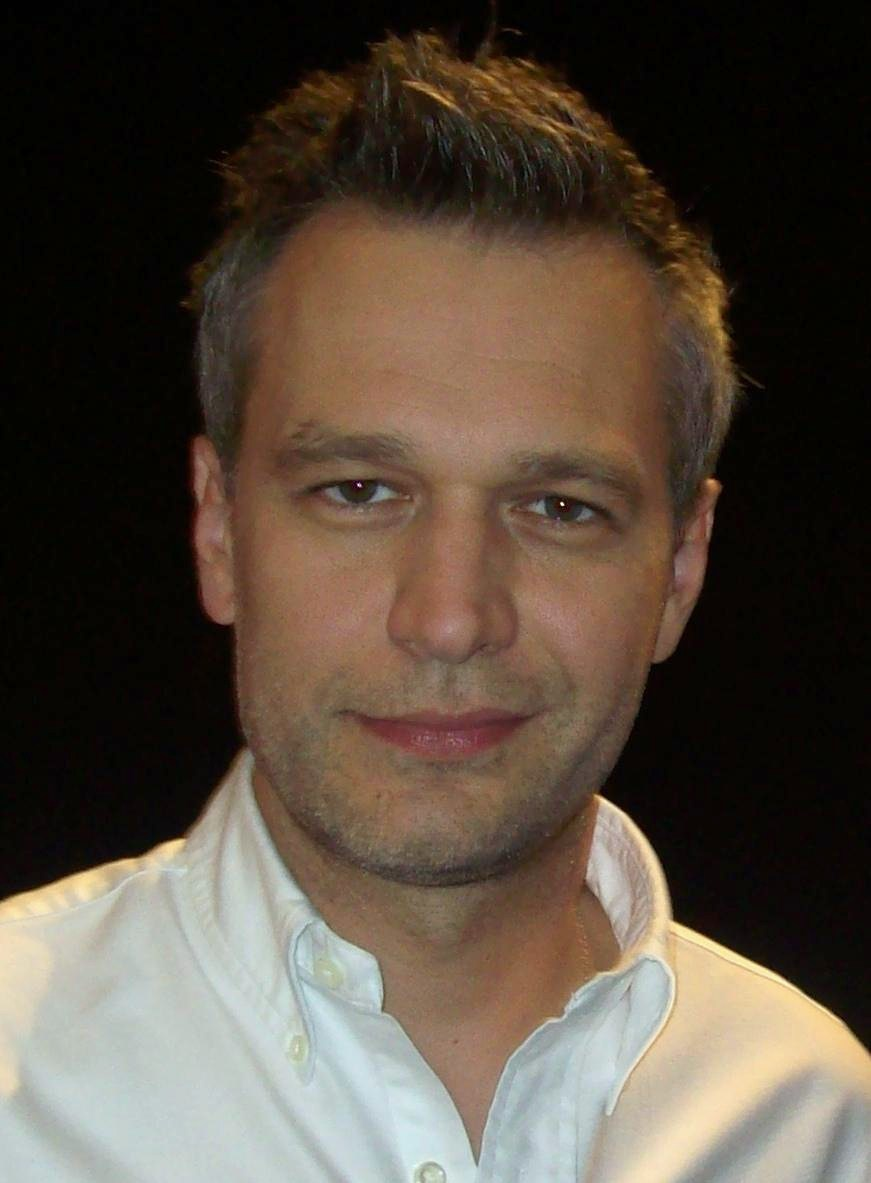
Michał Żebrowski
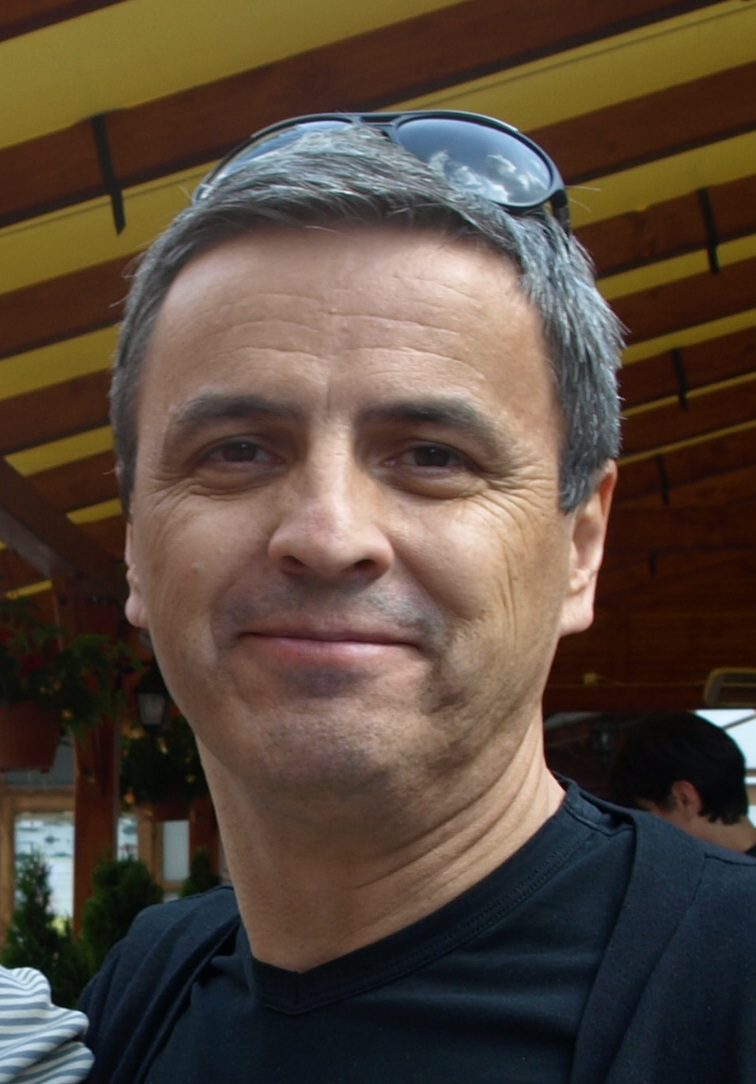
Piotr Polk
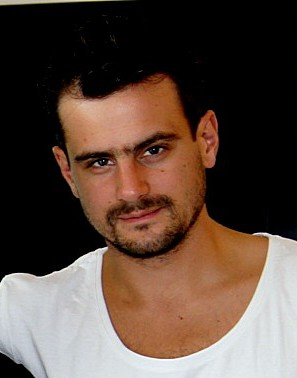
Antoni Pawlicki
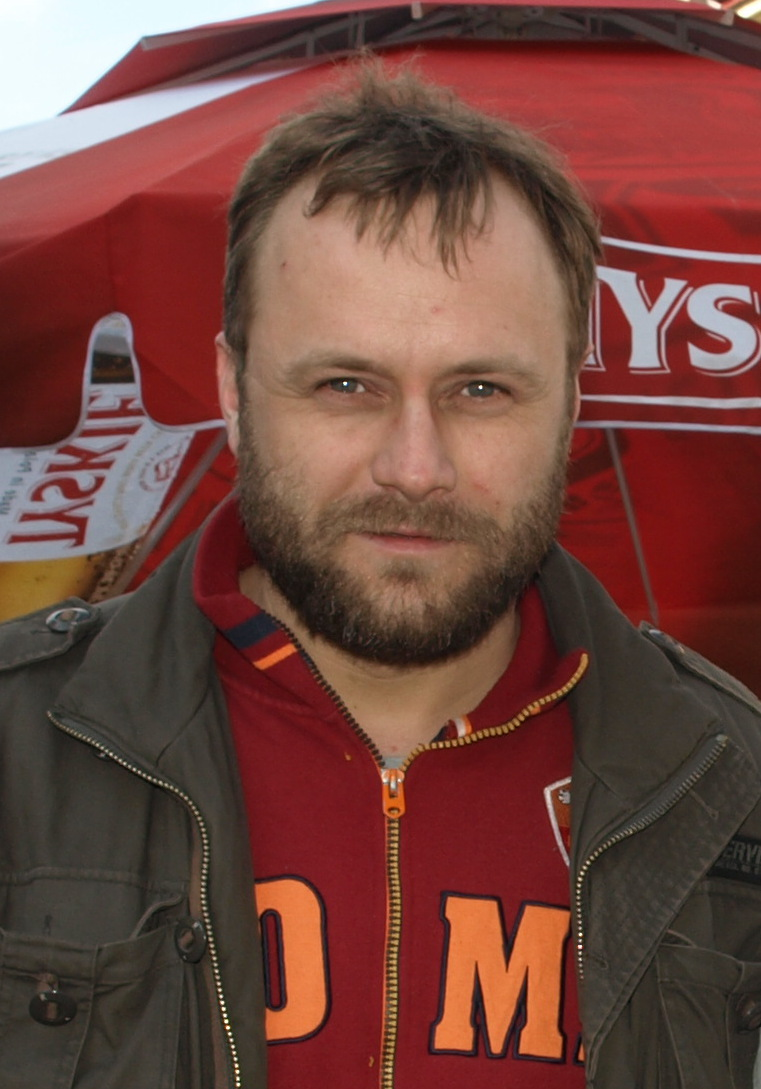
Leszek Lichota
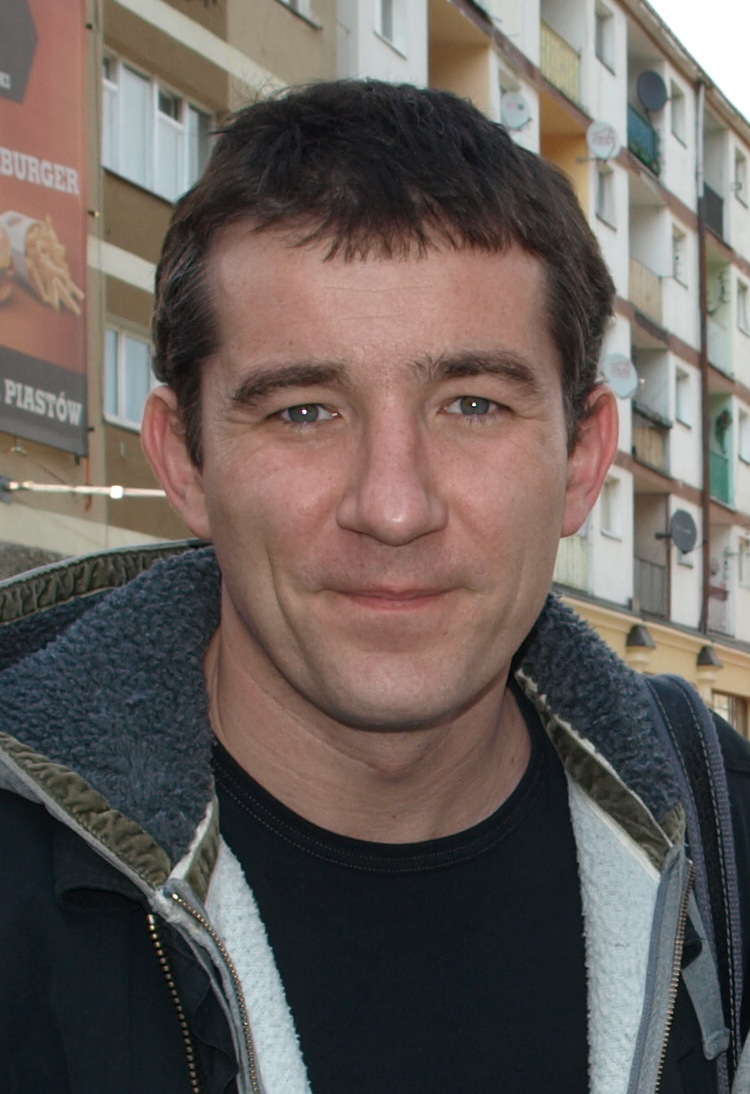
Przemysław Sadowski

### Aktorka
- Miejsce 1: Barbara Kurdej-Szatan – M jak miłość – TVP2 (28% głosów)
- Miejsce 2: Agnieszka Dygant – Prawo Agaty – TVN (20% głosów)
- Miejsce 3: Joanna Kulig – O mnie się nie martw – TVP2 (15% głosów)
- Joanna Moro – Blondynka – TVP1
- Danuta Stenka – Lekarze – TVN
- Małgorzata Socha – Przyjaciółki/Na Wspólnej – Polsat/TVN
- Katarzyna Żak – Ranczo – TVP1

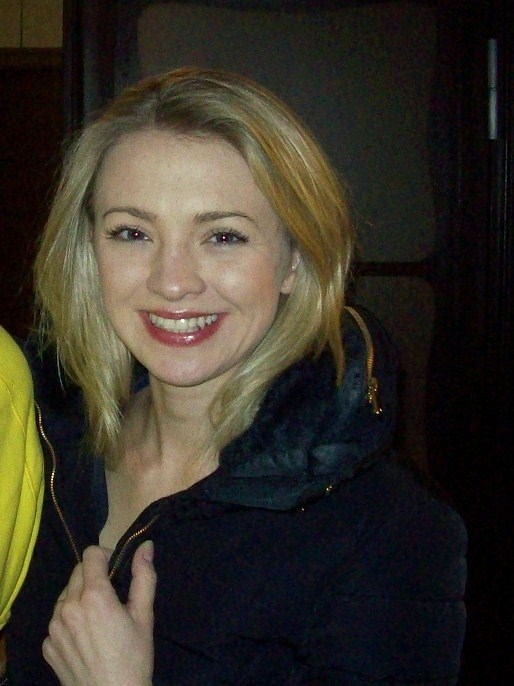
Barbara Kurdej-Szatan
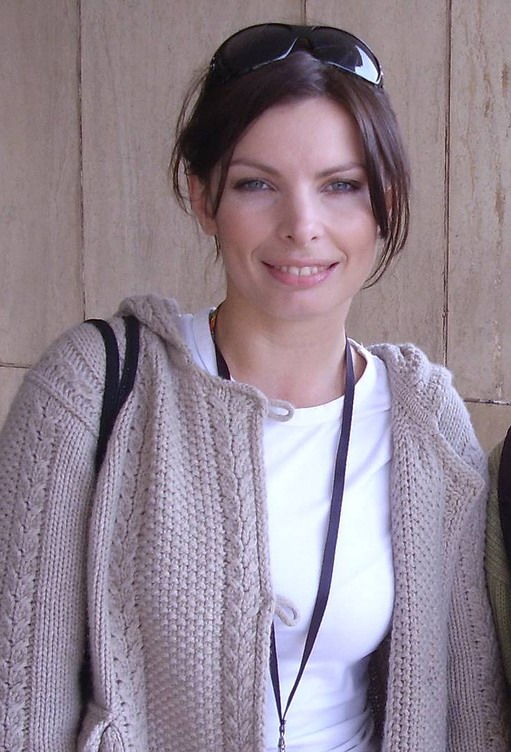
Agnieszka Dygant
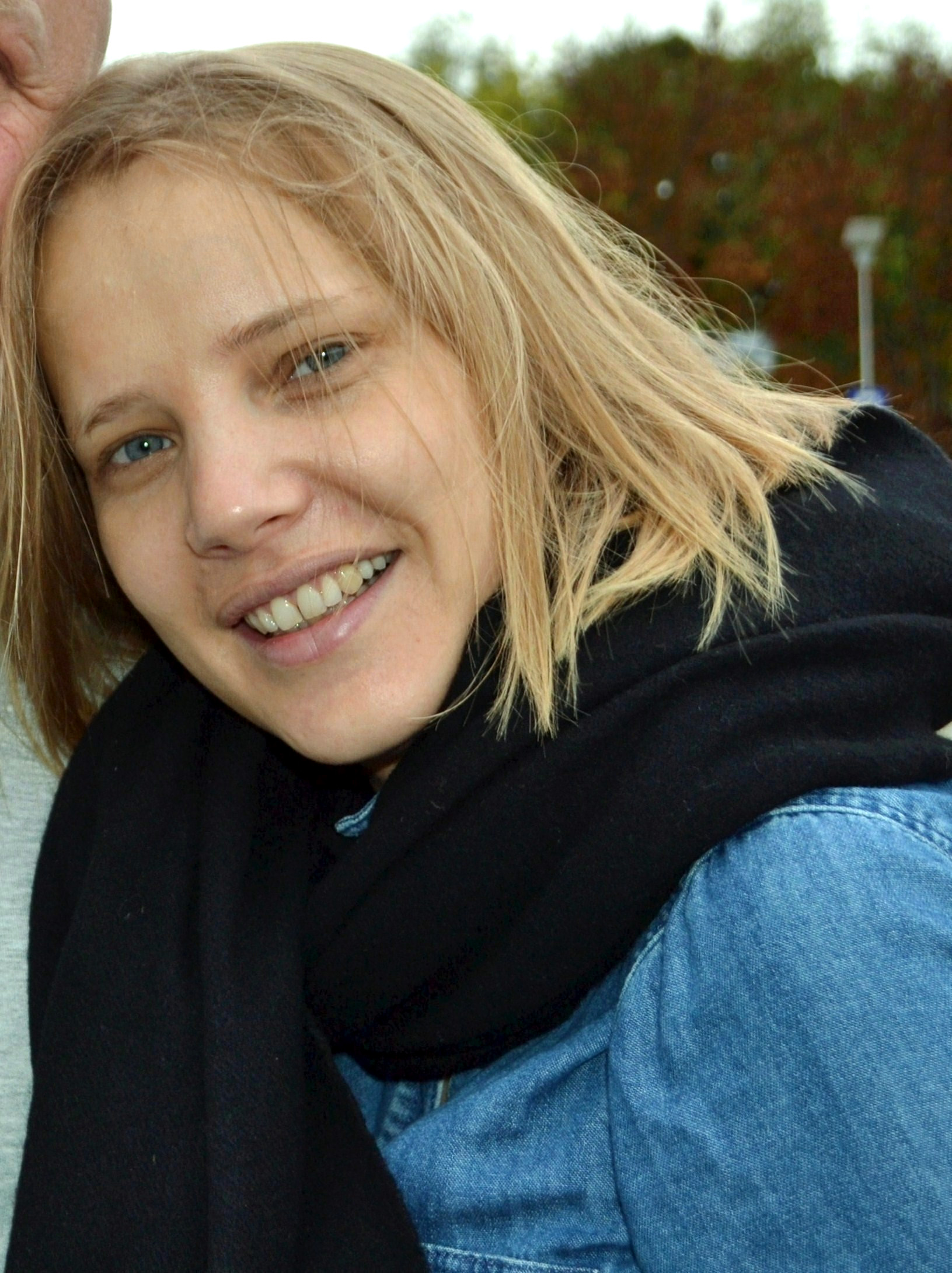
Joanna Kulig
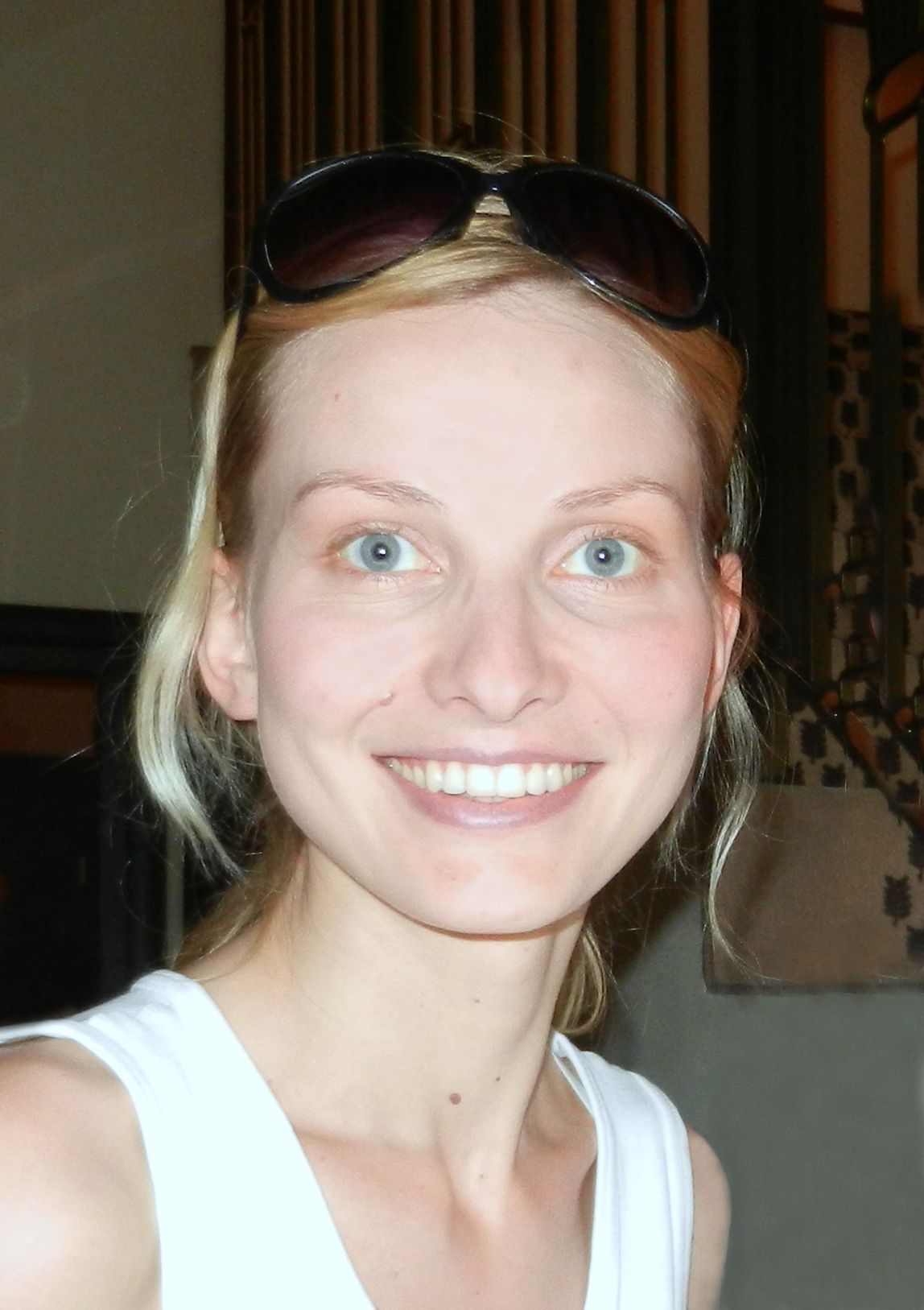
Joanna Moro
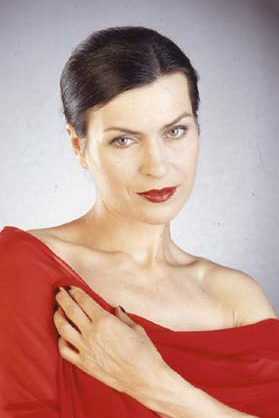
Danuta Stenka
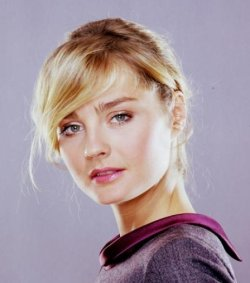
Małgorzata Socha
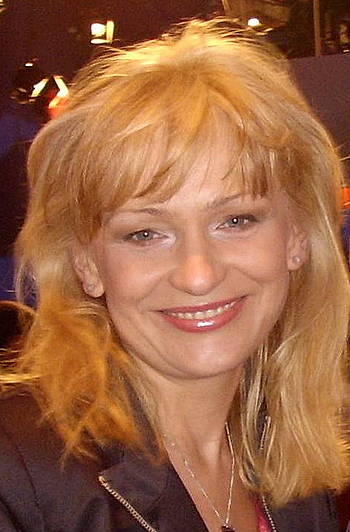
Katarzyna Żak

### Muzyka
- Miejsce 1: Sylwia Grzeszczak (28% głosów)
- Miejsce 2: Ewa Farna (22% głosów)
- Miejsce 3: Perfect (21% głosów)
- Margaret
- LemON

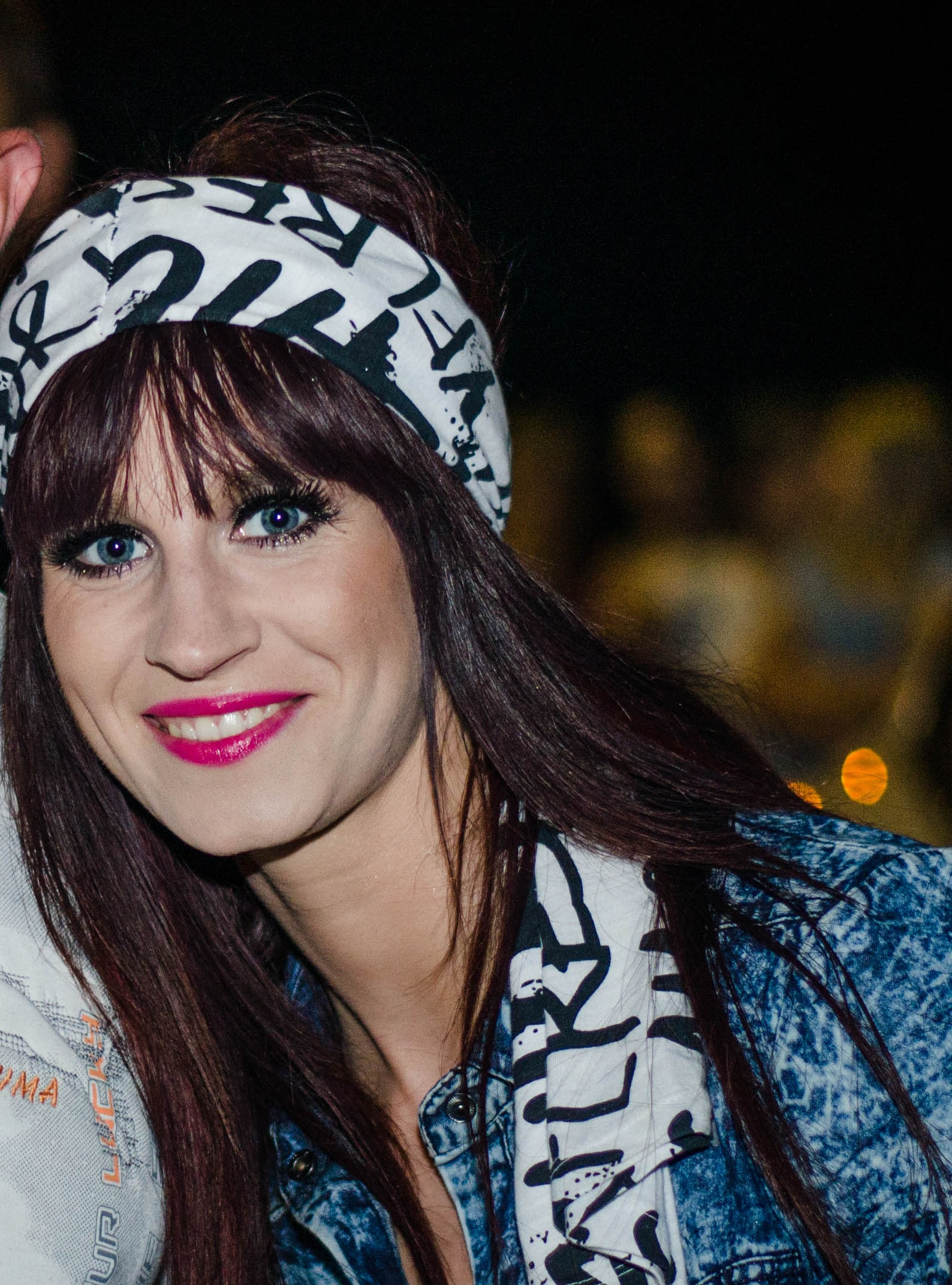
Sylwia Grzeszczak
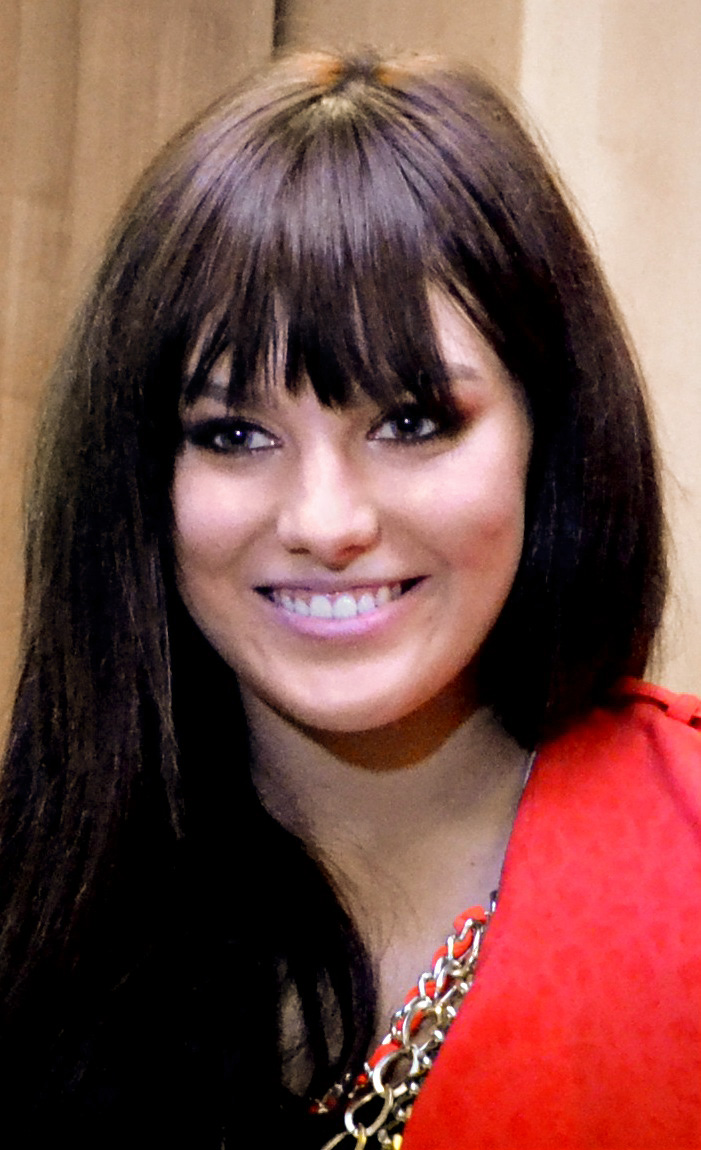
Ewa Farna
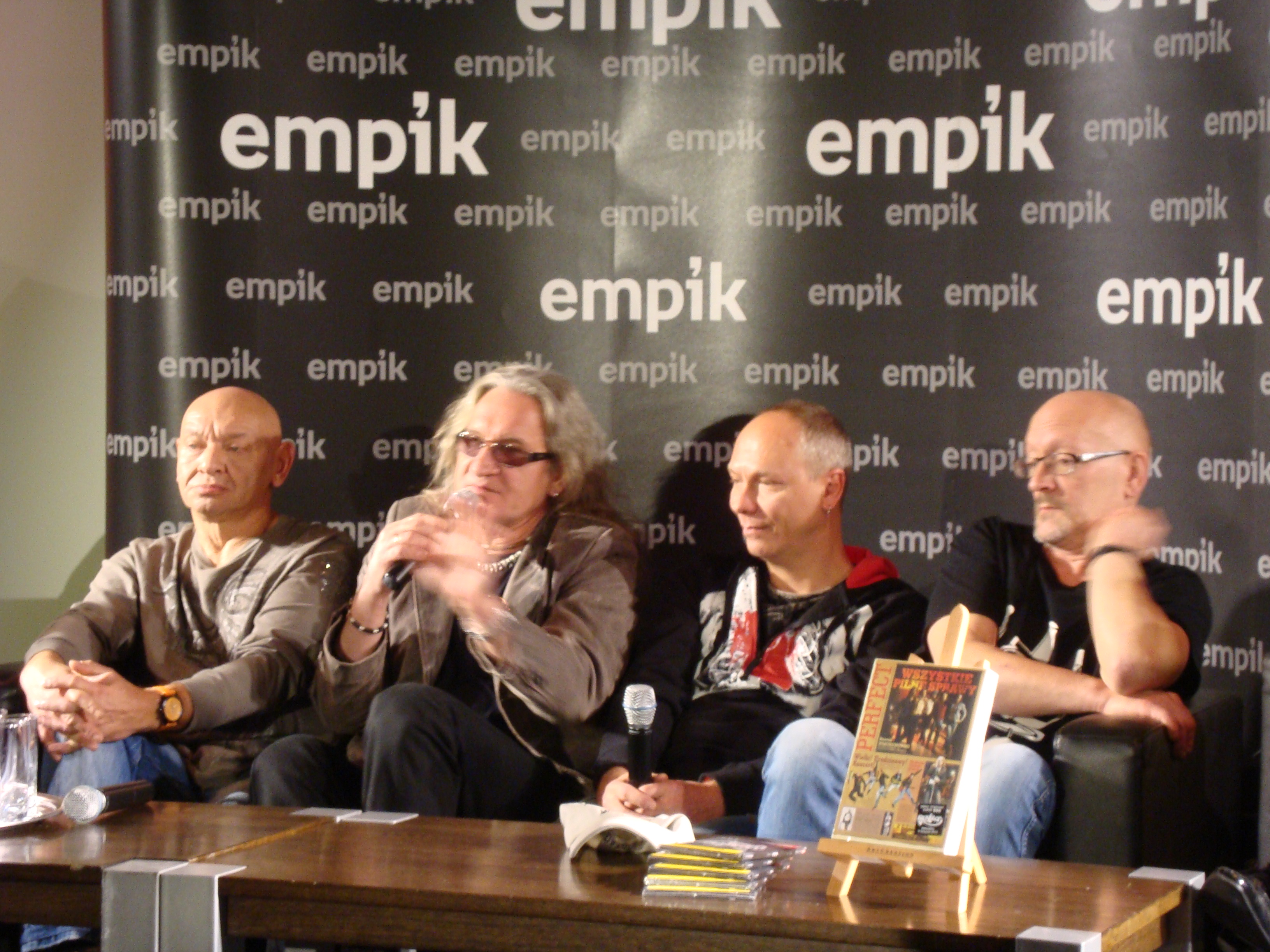
Zespół Perfect
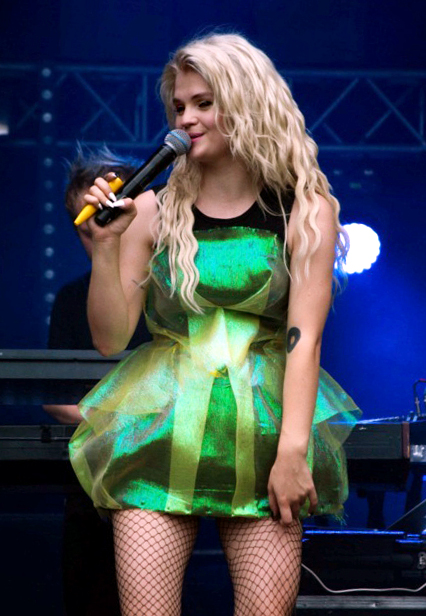
Margaret
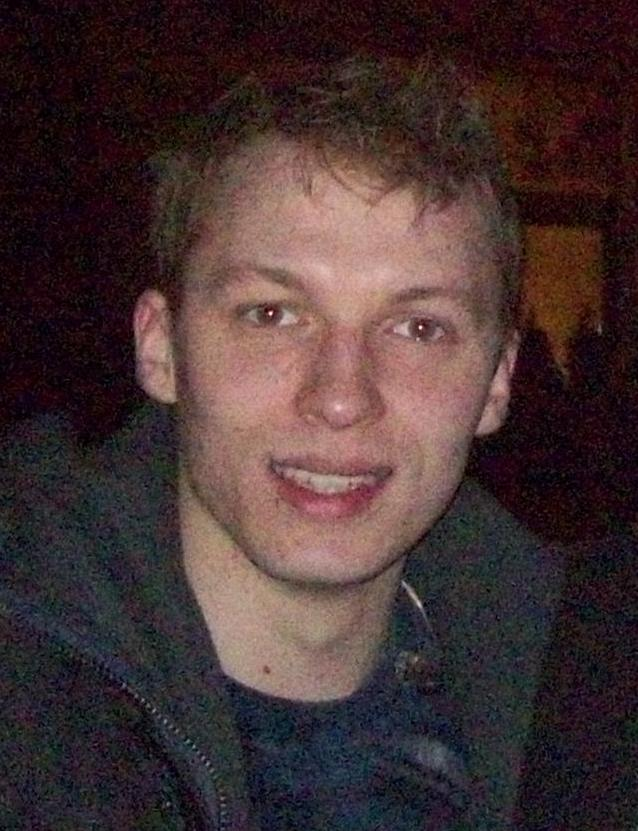
Igor Herbut, wokalista zespołu LemON

## Złote Telekamery
- Czas honoru
- Polsat Sport

## Specjalne Telekamery
- HBO
- TV Puls
- Kuchnia+
- Polsat Viasat History
- TVP Seriale